# خلوتگاه (فیلم)
خلوتگاه (به انگلیسی: Sanctum) فیلمی است استرالیایی با فیلم‌برداری سه‌بعدی ساخته سال ۲۰۱۱ در سبک حادثه‌ای-ماجرایی. کارگردان این فیلم الیستر گریرسون و سناریونویس آن جان گروین و اندرو وایت بودند که بر اساس داستانی نوشته اندرو وایت تهیه شد. جیمز کامرون مدیر اجرایی این فیلم بود. فیلم خلوتگاه از داستانی واقعی الهام گرفته که برای اندرو وایت یکی از سناریونویس‌های این فیلم پیش آمد که طی آن ۱۳ غارنورد در استرالیا در غارهای زیرآبی به خاطر اینکه توفان ورودی غار را بست گیر افتادند. فیلم خلوتگاه در منطقه غارنوردی و غواصی گلد کوست استرالیا فیلم‌برداری شده‌است.
این فیلم با دوبله فارسی تحت عنوان «مسیر مخفی» از شبکه نمایش پخش شده است.

## داستان
گروهی از غارنوردان شامل رهبر گروه، فرانک (ریچارد روکسبرگ)، پسر ۱۷ ساله‌اش جاش (ریس ویکفیلد)، دوست و همراه قدیمی فرانک به نام جورج (دنیل وایلی)، یک شخص پولدار به نام کارل هرلی (آیون گرافود) و نامزدش به نام ویکتوریا (آلیس پارکینسون) و همراهانی دیگر برای اکتشاف وارد غاری ژرف به نام غار اسائالا در پاپوا گینه نو می‌شوند. ورودی این غار به صورت چاه وسیعی در میان جنگل است و از کف آن شبکه‌ای از دالان‌ها و دهلیزها ادامه می‌یابد که به گمان این غارنوردان باید در جایی به اقیانوس برسد اما بخش ارتباط غار با دریا هنوز کشف نشده‌است.
فرانک، رهبر گروه، که در غواصی استاد است در اعماق غار و در کناره مرز قسمت ناشناخته غار اتراقگاهی برقرار کرده و تیم او چند هفته‌ای است در آن محل سرگرم آمادگی برای پیشروی بیشتر به درون دالان‌های زیرآبی هستند.
فرانک و یکی از همراهان به نام جودز (الیسون کرچلی) در حال اکتشاف دالانی به نام «تنگنای شیطان» با سانحه‌ای روبه‌رو می‌شوند که به مرگ جودز می‌انجامد و این باعث مرافعه و ناهماهنگی میان گروه می‌شود. جاش نیز همواره به رفتار و به عشق غارنوردی پدر خود فرانک انتقاد دارد و منش و اخلاق پدرش را زیر سؤال می‌برد.
توفانی شدید در سطح جنگل، برفراز غار آغاز به وزیدن و بارش شدید می‌کند و تیم داخل غار که ارتباطشان با سطح تقریباً قطع شد با ریزش شدید آب به درون دالان‌ها و دهلیزهای غار روبه‌رو می‌شوند. با جابجایی تخته‌سنگ‌ها بر اثر فشار آب، راه برگشت این تیم بسته می‌شود و آن‌ها ناچار می‌شوند وارد راه دیگر، یعنی راه بخش‌های ناشناخته بشوند.
پس از حادثه‌های مختلف که به مرگ تدریجی افراد تیم می‌انجامد(جورج که مرگ خود را حتمی می‌دید زودتر خودکشی کرد تا سرعت گروه کم نشود و ویکتوریا هنگامی که موهایش را که در قلاب صخره‌نوردی گیر کرده، علی رغم توصیه فرانک برای رهایی از درد می‌برد و در گودالی غرق می‌شود) فرانک و پسرش به جایی می‌رسند که به هوای آزاد راه دارد اما آن چاله‌ای بسیار عظیم است که بالا رفتن از دیواره‌های آن و رسیدن به سطح امکان‌پذیر نیست. به هم خوردن تعادل روانی کارل هرلی به خاطر مرگ ویکتوریا همسر آینده‌اش و اینکه او فرانک را در این امر مقصر می‌داند باعث می‌شود که او به فرانک حمله کند و باعث مرگ او بشود.
سرانجام آخرین کسی که هنوز به تنهایی در دالان‌های زیرآبی با آخرین چراغ‌های کم سوی خود به پیش می‌رود جاش است و او حتی مجبور می‌شود برای زنده ماندن از حبابهایی که بر روی دیواره سنگی دالان شکل گرفته برای تنفس استفاده کند و بالاخره با آخرین نفس‌های خود به سوی بالا دست و پا می‌زند و به سطح و ساحل می‌رسد.
او که در این راه دشوار بیشتر با پدرش و اخلاقیات و دلایل رفتار او آشنا شده به هنگام رسیدن به سطح با خود جمله‌ای را تکرار می‌کند که دوست و همراه پدرش به او گفته‌بود: «پدرت آدم خیلی خوبی است فقط باید اول بشناسی‌اش تا بفهمی.»